# Rudolf Christiani (jurist)
 Der er flere personer med dette navn, se Rudolf Christiani.
Carl Rudolf Ferdinand Christiani (født 27. januar 1797 i København, død 21. januar 1858 i Celle) var en dansk-tysk jurist og politiker. Han var søn af Johann Rudolph Christiani.
I 1818 tog Christiani den juridiske doktorgrad i Gøttingen og nedsatte sig som advokat i Lyneborg, hvor han fra 1824-1846 var stadssekretær. Her sluttede han et intimt venskab med Heinrich Heine, hvis søskendebarn Charlotte Heine han senere ægtede. Fra 1831 spillede han en fremtrædende rolle i den Hannoveranske stænderforsamling som yderliggående liberal med særlig forkærlighed for Norges forfatning og stod stadig i så stærk opposition til regeringen, at denne 1841 nægtede ham orlov til at møde i kammeret, og dermed var hans politiske rolle i Hannover udspillet. I 1846 kom han til København, hvor han stillede sin pen til kong Christian VIII's rådighed. Han opholdt sig her i 2 år, deltog meget i selskabslivet, kom også ved hoffet, men vides ikke at have udrettet noget. I 1848 rejste han tilbage til Hannover.